# Mycteroperca cidi
La cuna blanca, cuna rabo rajao/rallao, abado blanco o mero venezolano (Mycteroperca cidi) es una especie de pez serránido de las aguas caribeñas del norte de América del Sur.

## Descripción
Profundidad del cuerpo menor que la longitud de la cabeza, 3.1-3.3 veces la longitud estándar. Narinas en tamaño similar en peces de menos de 25 cm, pero las fosas nasales son mucho mayores que las anteriores en peces adultos (mayores de 40 cm de longitud total). Interorbital convexo. Pre-opérculo con lóbulo distintivo agrandado en el ángulo. Las branquiespinas en el primer arco están bien desarrolladas, las más largas son más largas que el diámetro del ojo, de 9 a 13 en la extremidad superior, de 18 a 23 en la extremidad inferior, incluidos 2 o 3 rudimentos en cada extremidad. Aleta dorsal con 11 espinas y 15 a 17 radios blandos, margen posterior de la aleta angular en adultos, con alargamiento de noveno a undécimo radios; aleta anal con 3 espinas y 10 a 12 rayos blandos, el margen de la aleta señalado en adultos, con el cuarto al sexto radio alargado; aleta caudal truncada a ligeramente emarginada, con radios muy exertos en adultos; radios de aleta pectoral de 15 a 17. Las escamas laterales del cuerpo son lisas; 120-126 escamas laterales; 75 escamas en la línea lateral. Son de color gris pardusco oscuro, siendo más oscuros dorsalmente con colores iridiscentes verdosos en peces vivos; el cuerpo está diseminado de manchas marrones oscuras e irregulares de tamaño similar a la pupila; cabeza con bandas longitudinales oscuras incluyendo una en la mejilla en la parte superior del maxilar superior; frente del hocico marrón oscuro. Aleta dorsal espinosa gris oscura translúcida, aleta dorsal suave más oscura con borde blanco y banda negra submarginal; aleta anal similar a la aleta dorsal suave con un borde blanco conspicuo. Aletas pectorales amarillo grisáceo translúcido con borde terminal estrecho incoloro y un área submarginal oscura en la parte superior; las aletas pélvicas oscuras se vuelven negruzcas distalmente con borde blanco estrecho. Las manchas oscuras y las bandas en la cabeza menos distintivas en peces mayores de 40 cm y en adultos grandes (mayores de 80 cm) son de color marrón grisáceo pálido con la parte inferior de la cabeza en blanco. Tiene un tamaño máximo 114 cm y un peso de 14.5 kg.

## Ecología
Ocupa la costa caribeña al norte de América del Sur en Colombia y Venezuela, aunque se han reportado algunos especímenes en Jamaica. Es una especie común en su restringida área de distribución en profundidades entre 5 a 40 metros. Los juveniles (10-15 cm) gustan de las praderas marinas, fondos arenosos cerca y sobre áreas de algas marinas o arrecifes coralinos entre 5 a 8 metros de profundidad, subadultos (20 a 40 cm) en arrecifes de 18 a 36 metros, y los adultos (más de 50 cm) se capturan generalmente en 80 a 160 metros.

## Conservación
Es una especie común y una de las tres principales especies de meros capturadas en aguas someras de Venezuela, sin embargo, no existen datos sobre la amenaza real que esta pesquería pueda tener sobre su población y aunque se espera que su población vaya disminuyendo por la presión pesquera.